# Zwierzęta domowe Charlesa Dickensa

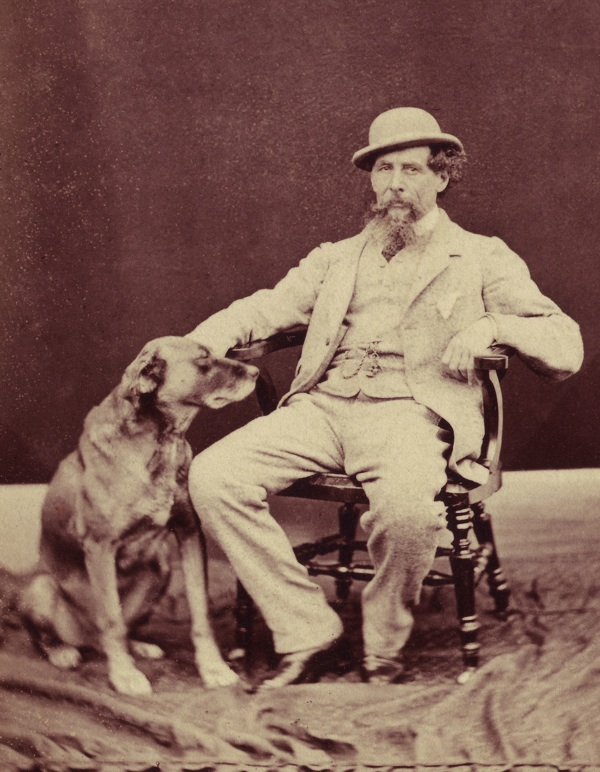
Charles Dickens ze swoim psem Turk. Pies zginął w katastrofie kolejowej w 1865 roku

Zwierzęta domowe Charlesa Dickensa – Charles Dickens, który był miłośnikiem zwierząt, w tym zwłaszcza kruków, posiadał wiele zwierząt domowych, do których należały kruki, psy wielu ras, kanarek, orzeł oraz kot.
Kruki były prawdopodobnie pierwszymi zwierzętami domowymi Dickensa. Pierwszy z owych kruków mieszkał w stajni razem z nowofundlandem, prawdopodobnie pierwszym psem Dickensa. Był on być może pierwowzorem Gripa z powieści Barnaba Rudge (oryg. Barnaby Rudge, 1841). Bardziej prawdopodobne jest jednak, że pierwowzorem Gripa był drugi, bardziej uzdolniony kruk Dickensa. Historię tych zwierząt sam Dickens opisuje we wstępie do tej powieści. Śmierć drugiego z kruków zasmuciła pisarza, w liście do Daniela Maclise z 12 marca 1841 donosi jednak, że zadowolone z niej były jego dzieci, gdyż „gryzł im kostki”.
W 1842 Dickens przywiózł z Ameryki orła i białego spaniela. Orła bały się dzieci, dlatego też po wyjeździe rodziny Dickensa do Włoch przejął go malarz zwierząt Edwin Landseer.
Po przeprowadzce do Gads Hill Place Dickens nabył dwa duże psy, których potrzebował jako psów stróżujących. W Gads Hill Place mieszkał także trzeci z kruków Dickensa (który nie miał specjalnych uzdolnień). Psy te były to bernardyn Linda i bloodhound Turk. Turk zdechł przejechany przez pociąg – Dickens nabył wtedy dwa nowofunlandy, o imionach Don i Bumble. Następnie otrzymał w prezencie bloodhounda o imieniu Sultan, który jednak okazał się agresywny i trudny w wychowaniu, musiał więc zostać zastrzelony. W książce córki Dickensa Mary (Mamie) My Father as I Recall Him Percy Hetherington Fitzgerald zamieścił utwór poetycki wymieniający psy Dickensa (szpic należał do samej Mary):

When SULTAN, TURK and LINDA fleet
The lost lov’d Master rushed to meet,
His kindly voice would always greet
The little Spitz!

Dickens posiadał także kanarka, którego nazywał „Dick, the best of birds” („Dick, najlepszy z ptaków”). Kanarek ten zdechł w 1866, żył zaś piętnaście lat. Wiadomo także o istnieniu głuchego kota należącego do Dickensa, określanego po prostu „‘The Master’s Cat” („Kot pana domu”). Kot ten potrafił robić sztuczkę polegającą na ugaszeniu świecy zręcznym machnięciem łapą.